# Maison au 24, rue Sainte-Odile à Bernardswiller
La maison au 24, rue Sainte-Odile est un monument historique situé à Bernardswiller, dans le département français du Bas-Rhin.

## Localisation
Ce bâtiment est situé au 24, rue Sainte-Odile à Bernardswiller (anciennement no 197).

## Historique
L'édifice fait l'objet d'une inscription au titre des monuments historiques depuis 1934.